# Isotrium lutosum
Isotrium lutosum är en skalbaggsart som beskrevs av Leon Fairmaire 1896. Isotrium lutosum ingår i släktet Isotrium och familjen långhorningar.
Artens utbredningsområde är Madagaskar. Inga underarter finns listade i Catalogue of Life.